# FA Cup 1987-1988
La FA Cup 1987-1988 è stata la centoottesima edizione della competizione calcistica più antica del mondo. È stata vinta dal Wimbledon contro il Liverpool.

## Quinto turno
| Squadra 1       | Risultato | Squadra 2         |
| --------------- | --------- | ----------------- |
| Everton         | 0 - 1     | Liverpool         |
| Newcastle Utd   | 1 - 3     | Wimbledon FC      |
| Manchester City | 3 - 1     | Plymouth          |
| QPR             | 1 - 1     | Luton Town        |
| Portsmouth      | 3 - 0     | Bradford City     |
| Port Vale       | 0 - 0     | Watford           |
| Arsenal         | 2 - 1     | Manchester Utd    |
| Birmingham City | 0 - 1     | Nottingham Forest |

### Replay
| Squadra 1  | Risultato | Squadra 2 |
| ---------- | --------- | --------- |
| Luton Town | 1 - 0     | QPR       |
| Watford    | 2 - 0     | Port Vale |

## Sesto turno
| Squadra 1       | Risultato | Squadra 2         |
| --------------- | --------- | ----------------- |
| Luton Town      | 3 – 1     | Portsmouth        |
| Manchester City | 0 – 4     | Liverpool         |
| Wimbledon FC    | 2 – 1     | Watford           |
| Arsenal         | 1 – 2     | Nottingham Forest |

## Semifinali
| Squadra 1  | Risultato | Squadra 2         |
| ---------- | --------- | ----------------- |
| Luton Town | 1 – 2     | Wimbledon FC      |
| Liverpool  | 2 – 1     | Nottingham Forest |

## Finale
| Arbitro: | Brian Hill |

|             |           |  |
| Sanchez 37’ | Marcatori |  |

|               |    |                   |  |
|               |    |                   |  |
| P             | 1  | Dave Beasant (c)  |  |
| TD            | 2  | Clive Goodyear    |  |
| DC            | 5  | Eric Young        |  |
| DC            | 6  | Andy Thorn        |  |
| TS            | 18 | Terry Phelan      |  |
| CLD           | 8  | Alan Cork         |  |
| CC            | 4  | Vinnie Jones      |  |
| CC            | 10 | Lawrie Sanchez    |  |
| CLS           | 11 | Dennis Wise       |  |
| A             | 9  | John Fashanu      |  |
| A             | 7  | Terry Gibson      |  |
| Sostituzioni: |    |                   |  |
| D             | 12 | John Scales       |  |
| C             | 14 | Laurie Cunningham |  |
| Allenatore:   |    |                   |  |
| Bobby Gould   |    |                   |  |

|                |    |                     |  |
|                |    |                     |  |
| P              | 1  | Bruce Grobbelaar    |  |
| TD             | 4  | Steve Nicol         |  |
| DC             | 2  | Gary Gillespie      |  |
| DC             | 6  | Alan Hansen (c)     |  |
| TS             | 3  | Gary Ablett         |  |
| CLD            | 9  | Ray Houghton        |  |
| CC             | 5  | Nigel Spackman      |  |
| CC             | 11 | Steve McMahon       |  |
| CLS            | 10 | John Charles Barnes |  |
| A              | 7  | Peter Beardsley     |  |
| A              | 8  | John Aldridge       |  |
| Sostituzioni:  |    |                     |  |
| C              | 12 | Craig Johnston      |  |
| C              | 14 | Jan Mølby           |  |
| Allenatore:    |    |                     |  |
| Kenny Dalglish |    |                     |  |